# 美南浸信会差会
美南浸信会差会（American Southern Baptist Mission）是美国美南浸信会建立的海外传教机构，活跃于许多国家，自19世纪至20世纪中叶曾活跃于中国。

## 美南浸信会在中国
- 1836年美南浸信会派遣传教士来华，先在澳门（1837）、香港（1842）落脚。

1919年，美南浸信会差会在华传教士175人，在各省分布情况如下：
1. 山东58人
2. 江苏41人
3. 广东32人
4. 河南26人
5. 广西14人
6. 安徽亳州4人

1919年美南浸信会在华受餐信徒23644人，在各省分布情况如下：
1. 山东11106人
2. 广东6419人
3. 广西2669人
4. 江苏2665人
5. 河南652人
6. 安徽133人

### 华北
- 传教站：登州（蓬莱，1862）、烟台（1906）、黄县（龙口，1889，1925年以后成为华北浸信会中心）、平度、莱州（1903）、莱阳（1912）、青岛、泰安、济南、济宁、大连、哈尔滨
- 著名教堂：
  - 登州南街圣会堂（1866）；
  - 黄县小栾家疃（河东街3号）教堂；
  - 青岛济宁路浸信会；
  - 济南南上山街教堂、后宰门教堂；
  - 烟台大马路浸信会礼拜堂（现已改为天主教堂）
  - 哈尔滨道外北大六道街教堂
- 学校：
- 医院：平度怀阿医院，黄县怀麟医院，莱州梅铁男医院、爱怜女医院

### 两广
- 传教站：广州、澳门、梧州、桂林、肇庆、韶关、江门、惠州、
- 著名教堂：广州寺贝通津东山浸信会、白云路东石浸信会、惠福东兴华浸信会、和平西路慈爱浸信会、惠爱东路八约浸信会、沙河浸信会、河南南州街堑口浸信会、小北洪桥浸信会、东山庙前西街赖神浸信会、西门口平宁浸信会。
- 学校：广州东山培正中学，培道女中
- 医院：桂林浸信会医院，广州东山两广浸会医院

### 江苏
- 传教站：上海（1847年）、苏州（1883年）、镇江（1883年）、扬州（1891年）、无锡（1892年）、昆山（1934年）
- 上海教区：浸信会在上海曾设立多座教堂，
  - 老北门第一浸会堂（1847年，民国路，今人民路706号，已拆除）
  - 怀恩堂（1900年，早期位于虹口北四川路底，抗战期间迁址西摩路爱文义路口，今陕西北路375号）
  - 白保罗路广东浸信会堂（1905年）
  - 北宝兴路浸会庄怀施堂（1924年）
  - 法华镇路怀本堂（1935年）
  - 汇山路国语礼拜堂
  - 忆定盘路会幕堂
  - 军工路沪江浸会堂（沪江大学）
  - 杨树浦路浸会教堂（沪东公社）
  - 环龙路180号中心浸会堂
  - 泰康路神爱堂
  - 福煦路期恩堂
  - 共和新路怀尔堂
- 昆山教区
  - 城区浸会堂
  - 东塘市浸会堂
  - 正仪浸会堂
  - 甪直浸会堂
- 苏州教区
  - 谢衙前嘉音堂
  - 苹花桥浸会堂
  - 新民社（东中市）
  - 盛泽浸会堂
  - 方桥浸会堂
  - 庄前浸会堂
- 无锡教区
  - 城外惠工桥浸会堂（通惠路），城内镇巷城中讲堂
  - 青阳浸会堂
  - 皋岸浸会堂
  - 靖江浸会堂
  - 洛社浸会堂
- 镇江教区
  - 银山门浸会堂（江边银山门）
  - 润中浸会堂（城内五条街）
  - 丹阳浸会堂
  - 吕城浸会堂
  - 句容浸会堂
  - 桥头浸会堂
  - 龙潭浸会堂
  - 仪征浸会堂
- 扬州教区
  - 贤良街浸会堂
  - 南门卸甲桥浸会堂
  - 仙女庙浸会堂
  - 溱潼浸会堂
  - 东台浸会堂
  - 樊川浸会堂
  - 天长浸会堂
  - 秦栏浸会堂
  - 十二圩浸会堂
  - 南京浸会堂（游府西街）
- 学校：上海沪江大学、晏摩氏女中、崇德女中、怀恩中学；苏州晏成中学、慧灵女中；扬州慕究理中学（南门下铺街）
- 医院：扬州浸会医院（南门星桥西，今南通西路）

### 华内
- 传教站：开封、郑州、商丘、亳州
- 学校：开封济汴中学
- 医院：开封济汴医院、亳州福音济生医院

## 著名人物
- 叔未士（Shuck, Jehu Lewis）
- 晏玛太（Matthew T.Yates）
- 罗孝全（Issachar Jacox Roberts）
- 慕拉第（Lottie Moon）
- 戚庆才